# 藤原妍子
藤原妍子（993年—1027年），為日本第67代三條天皇的中宮。因落髮出家當天便去世，因此沒有院號，以妍子最後所居的枇杷殿為號，後世稱「枇杷太后」。

## 出身
父親為當時已是攝政的藤原道長，母親為左大臣源雅信之女源倫子，和藤原賴通、藤原教通、藤原彰子（一條天皇中宮）、藤原威子（後一條天皇中宮）、藤原嬉子（後朱雀天皇御息所）同母。

## 生平
- 寬弘元年（1003年），授從四位下，為尚侍，後進從三位。
- 寬弘七年（1010年），進從二位，當時三條天皇仍為東宮，納妍子為妃。
- 寬弘八年（1011年），三條天皇登基，為女御。
- 長和元年二月（1012年），立為中宮。
- 長和二年七月（1013年），生下皇女禎子內親王（陽明門院）。
- 長和三年（1014年），宮殿失火，三條天皇與妍子中宮改居太政官朝所。
- 長和四年（1015年），新殿落成，三條天皇想返回新宮，妍子中宮卻拒絕，遷一條院，後遷枇杷第，後又再遷三條院。三條天皇崩，遷居一條邸。
- 寬仁二年十月（1018年），尊為皇太后。
- 治安二年（1022年），遷居枇杷殿。
- 萬壽四年九月（1027年），妍子病中落髮出家，當天去世，享年34歲。

## 其人紀事
妍子姿色美豔，髮長過身，是道长所有的女儿中容貌最为美丽的。道長在妍子入宮時備辦許多器物珍玩，其豪奢更勝藤原彰子入宮時的用儀。妍子入宮時正值宣耀殿女御藤原娍子當寵，俟三條天皇即位之後，妍子先立為中宮，之後娍子立為皇后。 道長表面上勸三條天皇立娍子為后，然而內心卻不願意；以至立后當日，群臣忌憚道長的威權，而不敢來賀。這使三條天皇與娍子皇后十分難堪。

妍子為人喜好浮華，曾因侍女衣裝過於華麗鋪張，被兄弟藤原賴通斥責。妍子虽说身为中宫、皇太后，但卻未能像姊姊彰子一樣生下皇子，妍子只生下一女禎子內親王，讓妍子在政治上並無舉足輕重的地位。三條天皇死後，妍子與女兒禎子居於枇杷殿，直到見證禎子成為後朱雀天皇的女御。臨死前，因懼怕生性喜愛奢侈的自己死後不潔，才接受落髮受戒。

## 文學、歷史記載
- 《榮華物語》
- 《日本紀略》
- 《大鏡裡書》
- 《一代要紀》